# Nāḩiyat Mūḩasan
Nāḩiyat Mūḩasan (arabiska: ناحية موحسن) är ett subdistrikt i Syrien.   Det ligger i provinsen Dayr az-Zawr, i den östra delen av landet, 400 km öster om huvudstaden Damaskus.
Trakten runt Nāḩiyat Mūḩasan är ofruktbar med lite eller ingen växtlighet. Runt Nāḩiyat Mūḩasan är det ganska glesbefolkat, med 29 invånare per kvadratkilometer.